# 阿爾及利亞—撒拉威阿拉伯民主共和國關係
阿爾及利亞－撒拉威阿拉伯民主共和國關係，是指阿爾及利亞與撒拉威阿拉伯民主共和國的雙邊關係。
阿爾及利亞是世界上第一個承認撒拉威阿拉伯民主共和國的國家，不久後又建立了正式的外交關係。同年，撒拉威阿拉伯民主共和國在阿爾及爾設立大使館。
1976年2月27日，波利薩里奧陣線宣佈成立撒拉威阿拉伯民主共和國。1976年3月6日，阿爾及利亞正式承認撒拉威阿拉伯民主共和國。不久後在胡阿里·布邁丁擔任阿爾及利亞總統期間，雙方建立正式外交關係。同年，撒拉威阿拉伯民主共和國大使館在阿爾及爾開設。 阿爾及利亞拒絕摩洛哥對西撒哈拉領土的主權要求，因為撒哈拉民主共和國已宣稱對該領土擁有主權。該國流亡政府位於阿爾及利亞廷杜夫。
2022年2月，阿爾及利亞國民議會成立了「阿爾及利亞-西撒哈拉」友善兄弟議會小組。

## 引用
1. ↑  . Official Website of the Sahrawi Arab Democratic Republic.   [2008-04-21]. （原始内容存档于2007-10-31） （阿拉伯语）.
2. ↑  . Embajada de la RASD en Argelia.   [2012-11-14]. （原始内容存档于2008-04-30） （西班牙语）.
3. ↑  . aps.dz.   [2023-11-24]. （原始内容存档于2024-02-17） （西班牙语）.